# Conotrachelus crataegi
Conotrachelus coronatus – gatunek chrząszcza z rodziny ryjkowcowatych.

## Zasięg występowania
Wsch. częśćAmeryki Północnej, na zach. sięga po Teksas i Wisconsin.

## Budowa ciała
Osiąga 3,7 - 5,8 mm długości.

## Biologia i ekologia
Żywi się owocami głogu. Atakuje również owoce pigwowca okazałego (Chaenomeles speciosa).